# 偽りの忠誠 ナチスが愛した女
『偽りの忠誠 ナチスが愛した女』（いつわりのちゅうせい ナチスがあいしたおんな、原題：The Exception）は、2016年のイギリス・アメリカ合作のスパイ映画。2003年に出版されたアラン・ジャドの小説『The Kaiser's Last Kiss』を原作とし、デヴィッド・ルボーの長編映画初監督作品となる。主要キャストはジェイ・コートニー、リリー・ジェームズ、ジャネット・マクティア、クリストファー・プラマー。オランダに亡命した元ドイツ皇帝ヴィルヘルム2世の元に派遣されたドイツ軍将校と、屋敷で働くユダヤ人メイドの女スパイとの恋を描いている。
2014年に小説の映画化が発表され、2015年にベルギーで6週間撮影が行われた。第41回トロント国際映画祭のスペシャル・プレゼンテーション部門で初上映された。2016年10月にA24とDirecTV Cinemaがアメリカでの公開権を取得し、2017年6月2日に公開された。

## あらすじ
1940年5月、ドイツ国防軍のブラント陸軍大尉は、ドイツ革命で帝位を追われた元皇帝ヴィルヘルム2世の警護隊指揮官に任命される。彼は「ドイツ国民からの支持を集めるヴィルヘルム2世の動向を探る」という密命を帯びて、オランダ・ユトレヒトのドールン館に赴任するが、そこでゲシュタポのディートリヒ警部補から「屋敷内にヴィルヘルム2世暗殺を図るイギリスのスパイがいる」と聞かされる。ブラントは屋敷で働くメイドのミーケに惹かれ互いに愛し合うようになり、彼女は自分がユダヤ人であることを告白するが、ブラントは構わず彼女を愛し続ける。ある日、屋敷周辺の村にイギリス秘密情報部の拠点があることを突き止めたディートリヒはブラントに事実を報告し、それを知ったミーケは村に向かい、牧師に扮装した諜報員と接触する。数日後、ドイツから親衛隊全国指導者ハインリヒ・ヒムラーがドールン館を訪問することが決まり、ブラントはナチスの理念に従うべきか、ユダヤ人のミーケを守るべきか苦悩する。
ヒムラーの訪問に備えて準備を進める中、ブラントはミーケの部屋から硝煙の臭いを嗅ぎ取り、彼女に不審を抱く。ミーケを尾行したブラントは、彼女が牧師と密会する現場を目撃し、彼女は父と夫を親衛隊に殺されたことを牧師に語り、復讐のためにヒムラーの暗殺を提案する。しかし、密会を終えた後、牧師は親衛隊に逮捕されてしまう。一方、ブラントとミーケの関係を知ったヘルミーネ・ロイス・ツー・グライツは、彼女を解雇して夫ヴィルヘルム2世に2人の関係を伝える。しかし、ヴィルヘルム2世は自身も過去に隠し子騒動を起こしていたことを語り、ブラントとミーケの関係を不問にする。ヒムラーがオランダに到着した後、ミーケがイギリスのスパイであることを牧師が白状し、ブラントは彼女の元を訪れ求婚するが、彼女は「やるべきことがある」と告げて断る。一方、ヴィルヘルム2世と会談したヒムラーは皇帝への復位を持ちかける。会談終了後、ヒムラーはブラントとディートリヒに、皇帝復位の話はドイツ国内の帝政支持者を一掃するための罠であることを告げる。それを聞いたブラントは、ヴィルヘルム2世の副官イーゼマン大佐に密告する。
ミーケはヴィルヘルム2世にウィンストン・チャーチルの親書を渡し、自身の務めを果たす。親書にはイギリスへの亡命とナチス・ドイツ敗北後の復位が提案されていたが、ヴィルヘルム2世は提案を拒否し、ユトレヒトに留まることを告げる。ブラントはゲシュタポから守るため、ミーケを脱出させるためヴィルヘルム2世に協力を依頼する。依頼を快諾したヴィルヘルム2世は心臓発作を装い車を呼び、ミーケを車の中に隠して病院に搬送される。ブラントはディートリヒとゲシュタポ将校を射殺し、屋敷を脱出する。ミーケは森の中でブラントと再会し、共にイギリスへの脱出を呼びかけるが、彼は申し出を断り病院へと向かう。別れる直前にブラントはミーケに求婚し、彼女はそれを受け入れる。
数か月後、ベルリンに戻ったブラントは事務作業に追われていたが、そこにミーケからの手紙が届く。ミーケはチャーチルと面会することになっており、さらにブラントの子供を妊娠していた。ブラントがミーケからの手紙を読む中、空襲警報が響き渡り職員たちは避難するが、彼はオフィスに留まり手紙を読み続ける。

## キャスト
- ミーケ・デ・ヨン - リリー・ジェームズ
- シュテファン・ブラント大尉 - ジェイ・コートニー
- ヘルミーネ・ロイス・ツー・グライツ - ジャネット・マクティア
- ヴィルヘルム2世 - クリストファー・プラマー
- ハインリヒ・ヒムラー - エディ・マーサン
- ジーグルト・フォン・イーゼマン大佐 - ベン・ダニエルズ
- ディートリヒ警部補 - マーク・デクスター（英語版）

## 製作
クリストファー・プラマーのマネージャーで映画プロデューサーの一人でもあるルー・ピットは、アラン・ジャドの小説『The Kaiser's Last Kiss』の映画化を提案した。ピットは、「私がこの小説の存在をクリスから聞かされました。彼は小説の設定とキャラクターを気に入っており、読み終えた私も同じ感想を抱きました……それは2005年か2006年のことでした。当時、この小説はオプションの下にありましたが、私たちはずっと見守っていました」と語っている。
2014年5月21日、イゴール・トッセル・フィルムと親会社のフィルム・ハウス・ジャーマニーが、『The Kaiser's Last Kiss』の映画化の企画が進んでいることを公表した。第68回カンヌ国際映画祭で、ロータス・エンターテインメントは映画の国際配給を手掛けることを公表した。
2015年5月12日、リリー・ジェームズがヒロインのミーケ役に起用されたことが発表された。7月7日にはジェイ・コートニーが主役のブラント役に起用されたことが発表された。9月11日にはジャネット・マクティアとエディ・マーサンの出演が発表された。また、同日にベルギーで主要撮影が進められていることが判明した。撮影はベルギー各所で33日間行われた。

## 評価
Rotten Tomatoesには48件のレビューが寄せられ、支持率77%、平均評価6.3/10となっており、「クリストファー・プラマーの素晴らしい働きと才能あふれるキャストの活躍によって、ロマンス・戦争・ドラマの要素が絶妙に融合している」と批評されている。Metacriticでは16件の批評に基づき、60/100のスコアを与えている。